# Biserica „Adormirea Maicii Domnului” din Țipletești
Biserica „Adormirea Maicii Domnului” este o biserică amplasată în Țipletești, raionul Sîngerei, Republica Moldova. Este un monument arhitectural de importanță națională inclus în Registrul monumentelor Republicii Moldova ocrotite de stat cu nr. 2573 (raionul Sîngerei). Datează din 1920-1930.